# ألبرتو باز
ألبرتو باز (بالإسبانية: Alberto Paz)‏ هو مؤرخ موسيقى ‏ أرجنتيني، ولد في 16 يوليو 1943 في توكومان في الأرجنتين، وتوفي في 3 فبراير 2014 في نيو أورلينز في الولايات المتحدة.